# ANNA 1B

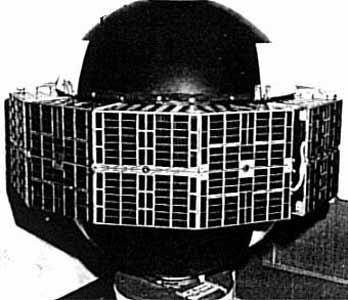
ANNA 1B

ANNA 1B (z angl. Airforce Navy NASA Army) byla americká geodetická družice NASA určená pro přesné zaměřování vzdálených míst na povrchu Země.

## Podrobnosti
Startovala 31. října 1962 z kosmodromu Eastern Test Range s pomocí rakety Thor na dráhu s perigeem 1079 km, apogeem 1180 km, sklonem 50,15 °, užitečným zatížením 158 kg. Po úspěšném dosažení oběžné dráhy byla katalogizována v COSPAR pod označením 1962-060A. Je odhadováno, že setrvá na své dráze 3000 let.